# Autoharpă
Autoharpul este o variantă nord-americană a zitei austriece; acesta este interpretat în regiunea Appalachian pentru a însoți muzică folk sau bluegrass.
Cuvântul Autoharp a fost înregistrat pentru prima dată în 1926; US Music Corporation susține că deține. Agenția de înregistrare a mărcilor din SUA (USTPO) protejează numai cuvinte, litere și / sau numere în forma lor stilizată. De fapt, numai graficele logo-ului Autoharp sunt protejate, termenul în sine devenind un cuvânt de uz general.
Vioară
Autoharpul are o formă trapezoidală, o audiție circulară centrală și, în general, 36 de coarde (unele autofarpe având până la 48) întinse în lungime ale instrumentului. Șirurile sunt fixate la bază prin vârfuri și sunt reglate în partea superioară de niște cleme metalice care vă permit să reglați tonul sunetului fiecărui șir folosind o cheie metalică.
Caracteristica acestui instrument care îl diferențiază de alte zmeuri este un caz plasat deasupra șirurilor de-a lungul lățimii instrumentului. Această cutie conține un set de bare (al căror număr variază în funcție de instrument) echipate cu amortizoare care neutralizează vibrația șirurilor alese în avans și face posibilă obținerea de acorduri cu celelalte șiruri libere. Acestea sunt puse în acțiune prin apăsarea butoanelor și revin la locația lor inițială datorită unui sistem de arcuri. Denumirile coardelor obținute de aceste bare sunt scrise cu notația anglo-saxonă A B C D E F G (respectiv, do do mi mi sol) despre caz. Acordurile disponibile sunt acorduri minore, majore și a șaptea. Cele mai obișnuite modele au un set de 12 coarde și un număr mai mare pentru instrumente mai sofisticate.
joc
MENU0: 00
Angel Band (1860), cântec însoțit de un autoharp.
Autoharp-ul este un instrument cu multe posibilități: puteți reda acest instrument pentru a însoți o melodie strângând șirurile cu un plectrum (sau pick) pe partea liberă a corzilor de sub carcasă sau puteți face un joc mai elaborat și chiar instrumental. melodic pe partea liberă a corzilor de deasupra carcasei cu mâna dreaptă și posibilitatea sa de a alterna degetul mare și degetele. Degetul mare cântă de regulă cu basul, iar celelalte degete fac melodia armonizată. Prin combinarea diferitelor metode de redare, un utilizator instruit poate produce muzică de o complexitate surprinzătoare.
Acest instrument a fost popularizat în Franța de Hugues Aufray cu melodia Le rossignol anglais și de Graeme Allwright la începuturile sale (este necesar să plec, băiețel); el este și mai faimos în Statele Unite datorită familiei de muzicieni tradiționali din Carter, inclusiv Maybelle Carter. Acest instrument își datorează difuzarea în munții Appalaci, la convingerea vânzătorilor de cataloage de diverse obiecte care i-au convins pe țărani că se poate cânta ușor melodiile tradiționale și se pot însoți cu acest instrument fără să știe prea multe despre muzică. .
Beneficiază de un interes reînnoit datorită luthierilor care fabrică instrumente cu factură mai bună decât la origine și datorită muzicienilor care le interpretează într-un mod profesionist, cum ar fi The Brobdingnagian Bards, grup american de muzică medievală și celtică sau Timber Timbre, Bryan Bowers, Kilby Snow, Mike Seeger, Billy Connolly, Harvey Reid, Pop Stoneman, Lyle Mays.
Pe ultima sa melodie înregistrată cu Rolling Stones, You Got the Silver, Brian Jones folosește un carharp. Bat for Lashes o interpretează în piesa Prescilla, Cat Power în versiunea sa Sea of Love, PJ Harvey în turneul său Let England Shake. Instrumentul este folosit în ultimul ansamblu muzical al artistului francez Gabriel Yacoub, Malicorne, precum și al cântărețului Pomme.
Este foarte ușor să te joci doar cu un autoarp, atât timp cât este bine reglat. Dar reglarea în sine este o operație lungă și obositoare, la fel ca în cazul tuturor instrumentelor cu o coardă sau mai multe pe notă (piane, clape, clape etc.).